# مدينة المجمعة الرياضية
مدينة المجمعة الرياضية ، هي ملعب كرة القدم تقع في مدينة المجمعة، وتلعب فيه اندية الدوري الممتاز واندية الدرجة الأولى، تأسس الملعب سنة 1990 ويتسع نحو 12,000 متفرج. في Mar 29, 2018 أصدرت الهيئة العامة للرياضة قراراً رسمياً بتغيير مسمى مدينة الملك سلمان بن عبد العزيز الرياضية بالمجمعة إلى مدينة المجمعة الرياضية

## وصلات خارجية
- Stadium information
- goalzz